# Zachary (Luisiana)
Zachary é uma cidade localizada no estado americano de Luisiana, na Paróquia de East Baton Rouge.

## Demografia
Segundo o censo americano de 2000, a sua população era de 11.275 habitantes.
Em 2006, foi estimada uma população de 13.259, um aumento de 1984 (17.6%).

## Geografia
De acordo com o United States Census Bureau tem uma área de
61,6 km², dos quais 61,5 km² cobertos por terra e 0,1 km² cobertos por água. Zachary localiza-se a aproximadamente 29 m acima do nível do mar.

## Localidades na vizinhança
O diagrama seguinte representa as localidades num raio de 24 km ao redor de Zachary.